# Synagoge Goethestraße

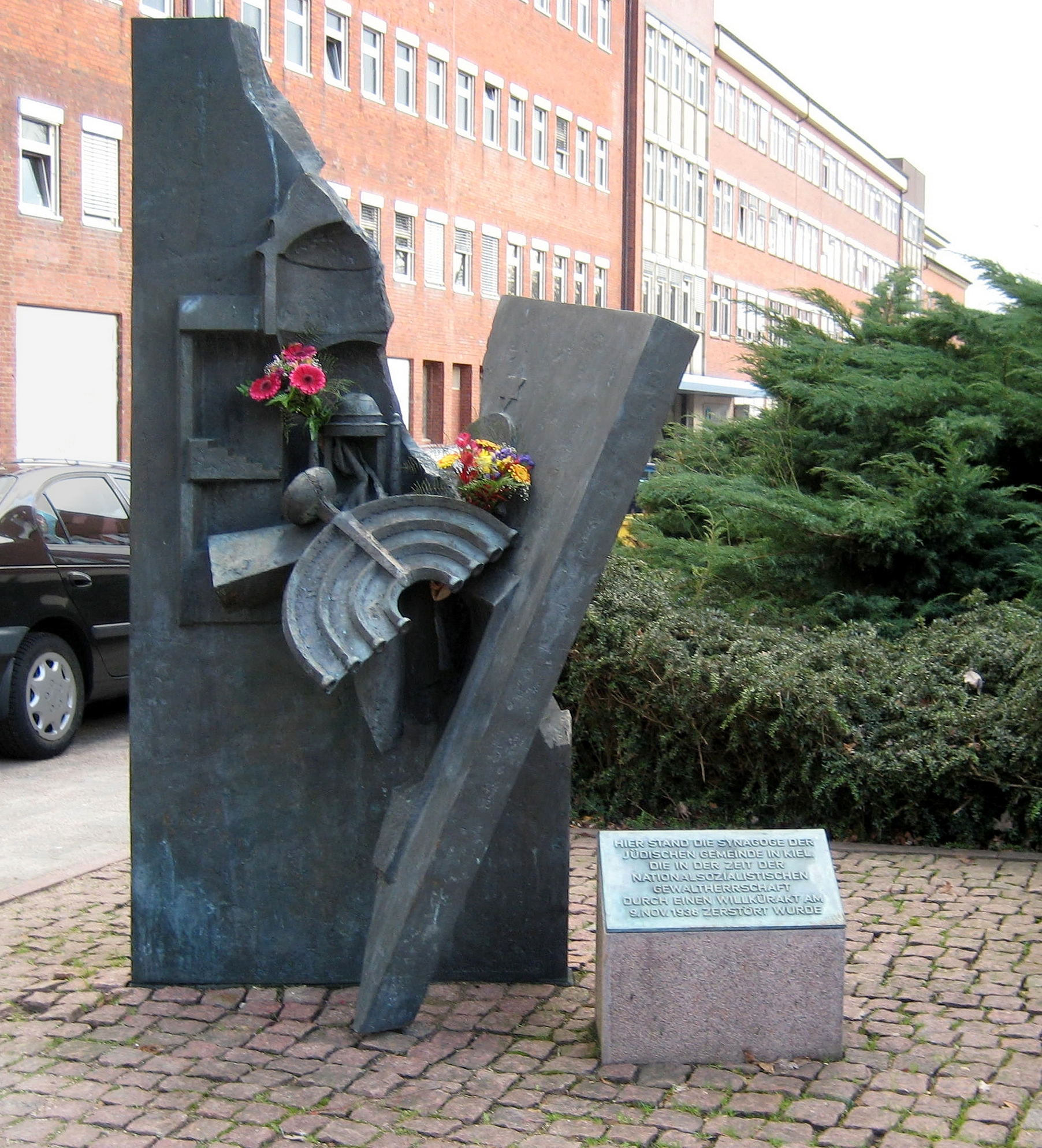
Mahnmal zum Gedenken an die Zerstörung der Synagoge in der Goethestraße/Ecke Humboldtstraße (2011)

Die Synagoge Goethestraße in Kiel existierte von 1909 bis 1938.

## Lage
Das Grundstück, auf dem ehemals die Synagoge stand, liegt östlich des Schrevenparks (damals Hohenzollernpark) im Kieler Stadtteil Schreventeich an der Ecke Goethestraße/Humboldtstraße. Es grenzte direkt an das Schulgrundstück des damaligen Reform-Realgymnasiums am Knooper Weg/Ecke Humboldtstraße (heute Gymnasium Humboldt-Schule) und lag gegenüber dem heute ebenfalls noch bestehenden Kraftwerk Humboldtstraße.

## Geschichte

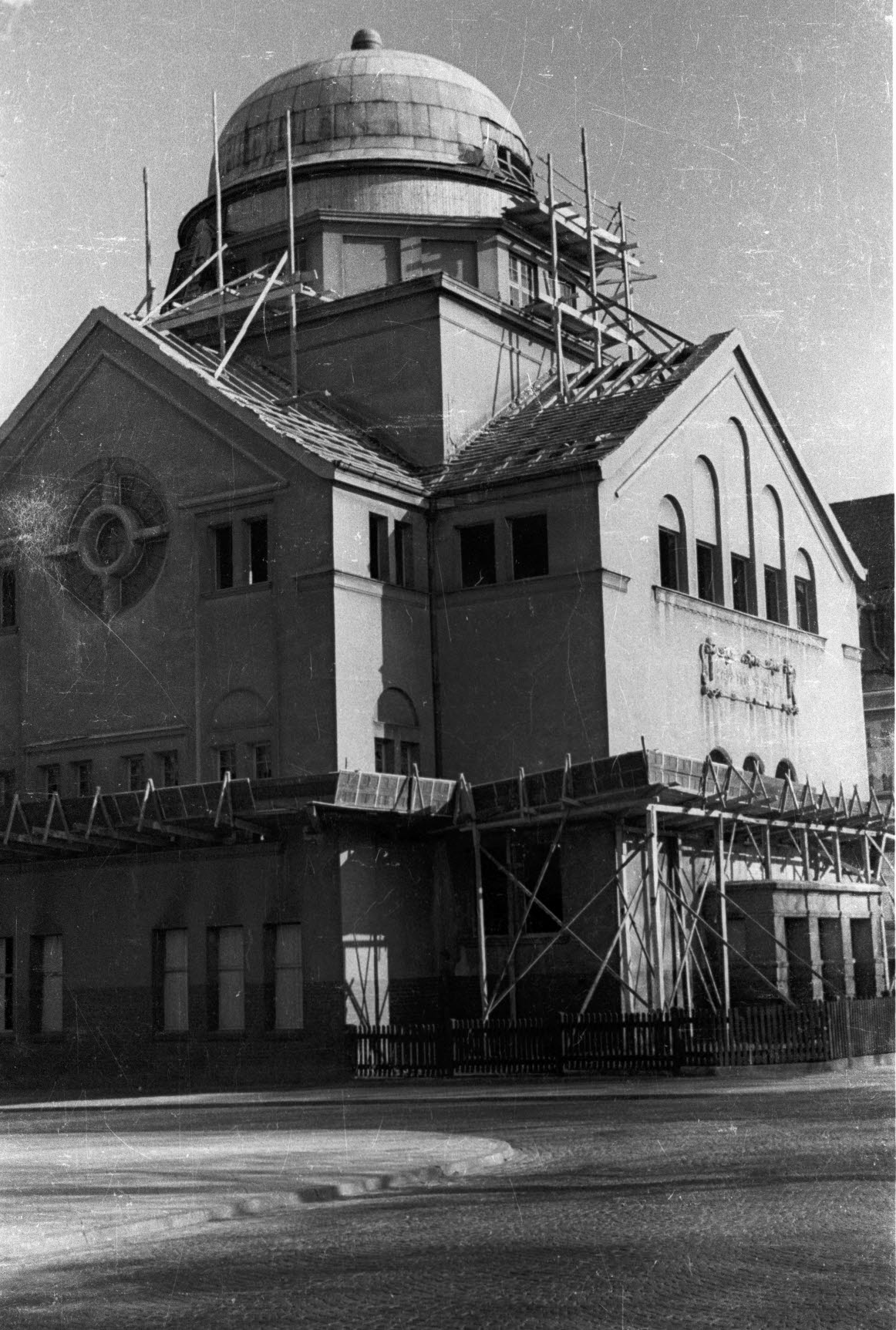
Abrissarbeiten der Synagoge 1939

Ende des 17. Jahrhunderts siedelten sich die ersten Juden in Kiel an. 1782 entstand in der Kehdenstraße 12, einem ehemaligen Kaffeehaus der Universität, das erste jüdische Bethaus der Stadt. 1869 bezog die Gemeinde eine dreistöckige Synagoge in der Haßstraße, wo noch heute ein Teil des ehemaligen Erdgeschosses als Ruine besteht. Als jene zu klein geworden war, kaufte man zum Vorzugspreis von 13.425 Mark von der Stadt ein Grundstück an der Ecke Goethestraße/Humboldtstraße. Dort ließ die jüdische Gemeinde nach Plänen des Kieler Architekten Johann Theede eine große Synagoge bauen, die am 2. Januar 1910 in Gegenwart des Oberbürgermeisters Paul Fuß und des Oberrabbiners aus Wandsbek ihrer Bestimmung übergeben wurde.
Die Gemeinde hatte die neue Synagoge aus eigenen Mitteln, Spenden sowie dem Verkaufserlös des Grundstücks in der Haßstraße finanziert. Es wurde ein monumentales vierflügeliges Gebäude, dessen Zentralbau von einer imposanten Kuppel abgeschlossen wurde. Im großen zweigeschossigen Versammlungsraum fanden ca. 400 Personen Platz. Neben diesem beherbergte die Synagoge auch eine Religionsschule und war ein Zentrum des jüdischen Lebens in Kiel, wo verschiedene Vereine und Verbände ihre Räumlichkeiten hatten. Nachdem 1926 der Innenhof überdacht worden war, wurde dort ein Steh- und Wannenbad eingebaut.
In der Reichspogromnacht vom 9. auf den 10. November 1938 plünderten und verwüsteten nach Weisung durch den damaligen Kieler Polizeipräsidenten Joachim Meyer-Quade Angehörige der SS und SA unter Aufsicht des SA-Führers Carsten Volquardsen die Synagoge und steckten sie anschließend in Brand. Die Stadt kaufte der Jüdischen Gemeinde 1939 Ruine und Grundstück, deren Wert vor der Zerstörung auf ca. 200.000 RM geschätzt wird, für 20.000 RM ab. Die bald danach begonnenen Abbrucharbeiten zogen sich bis zum November 1940 hin, so dass es nicht mehr zum ursprünglich geplanten Bau eines Wohn- und Geschäftshauses an dieser Stelle kam.

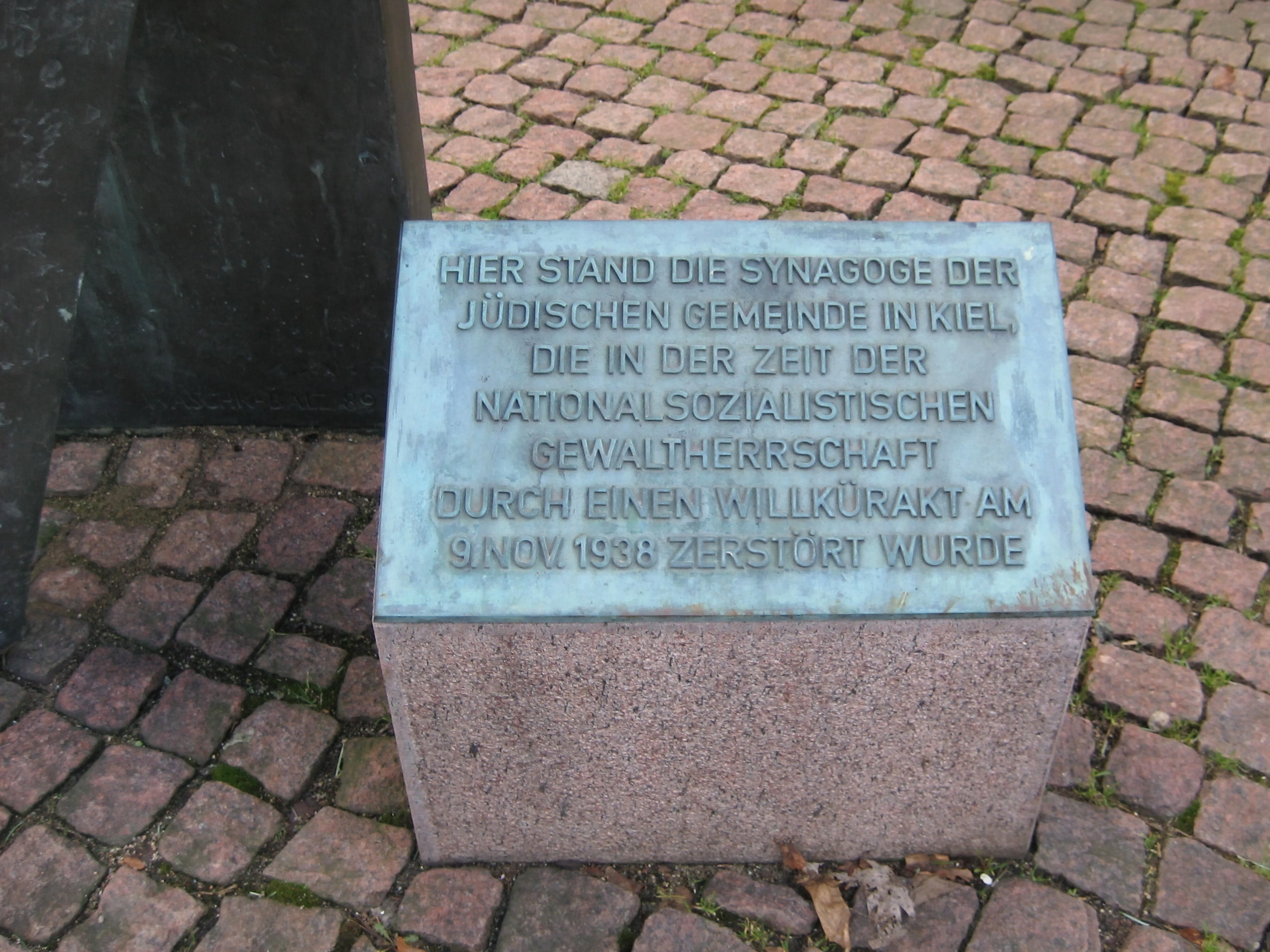
Inschrift der Gedenktafel von 1968

Zum Gedenken an die Zerstörung der Synagoge wurde 1968 an der Fassade eines dort in den 1960er Jahren errichteten Wohnhauses eine bronzene Tafel angebracht. 1989 wurde dann an der Goethestraße/Ecke Humboldtstraße ein Mahnmal errichtet, das von der Hamburger Bildhauerin Doris Waschk-Balz gestaltet wurde. Diese integrierte die ältere Gedenktafel in ihr Werk. Jeweils am 9. November bzw. an den Jahrestagen der Einweihung der Synagoge veranstaltet die Kieler Bürgerschaft hier unregelmäßig Gedenkfeiern.
1933 waren nur ca. 0,3 % der Kieler Bevölkerung Juden. Und doch bildeten die damals dort lebenden ca. 600 Juden die zweitgrößte jüdische Gemeinde Schleswig-Holsteins nach Altona. Von ihnen waren nach Ende des Zweiten Weltkriegs nur noch wenige verblieben; 1961 lebten nur noch 27 in der Stadt. Heute bilden ca. 550, vornehmlich aus Osteuropa zugezogene Juden zwei selbstständige Gemeinden in Kiel, die jeweils ein eigenes Bethaus nutzen. Die Synagoge der Jüdischen Gemeinde für Kiel und Region befindet sich in der Wikingerstraße im Stadtteil Gaarden-Ost. Das Bethaus der Jüdischen Gemeinde Kiel befand sich in der Eckernförder Straße. Anstelle von diesem wurde am 31. August 2008 in der Jahnstraße, nur wenige hundert Meter vom Standort der ehemaligen Synagoge entfernt, ein neues bezogen deren Mietvertrag Anfang 2019 auslief. Seit Sommer 2019 nutzt die Gemeinde ein Gebäude an der Waitzstraße als Synagoge.